# Lijst van nationale parken in de Dominicaanse Republiek
Hieronder volgt een lijst van nationale parken in de Dominicaanse Republiek. Naast nationale parken zijn er nog andere beschermde natuurgebieden.
| Nationaal park                                                 | Stichtingsjaar | Oppervlakte (km2) | Foto |
| -------------------------------------------------------------- | -------------- | ----------------- | ---- |
| Nationaal park José Armando Bermúdez                           | 1956           | 766               |      |
| Nationaal park José del Carmen Ramírez                         | 1958           |                   |      |
| Nationaal park Nalga de Maco                                   | 1997           | 278               |      |
| Nationaal park Monte Cristi                                    |                | 550               |      |
| Nationaal park del Este                                        | 1975           | 41,89             |      |
| Nationaal park Los Haitises                                    | 1976           | 631               |      |
| Nationaal park Jaragua                                         | 1983           | 1374              |      |
| Nationaal park Sierra de Bahoruco                              | 1983           |                   |      |
| Nationaal park Isla Cabritos                                   | 1976           | 26                |      |
| Sierra de Martín García                                        | 1996           | 319,5             |      |
| Nationaal park Loma Barbacoa                                   | 1997           | 22                |      |
| Nationaal park Sierra de Neiba                                 | 1997           | 407               |      |
| Nationaal park La Humeadora                                    | 1997           | 420               |      |
| Nationaal park Sierra Martín García                            | 1997           | 319,5             |      |
| Nationaal park Cueva de las Maravillas                         | 1997           | 4,5               |      |
| Nationaal park Cabo Francés Viejo                              | 1974           | 1,25              |      |
| Nationaal park La Caleta                                       | 1974           |                   |      |
| Nationaal park Litoral Norte de Puerto Plata                   |                |                   |      |
| Nationaal park Litoral Sur de Santo Domingo                    | 1968           | 10,75             |      |
| Nationaal park La Hispaniola                                   |                | 54,83             |      |
| Nationaal park Juan Ulises García Bonelly (Loma la Guardaraya) |                |                   |      |
| Nationaal park Francisco Alberto Caamaño Deñó                  |                |                   |      |
| Nationaal park El Morro                                        |                |                   |      |
| Nationaal park Baiguate                                        |                |                   |      |
| Nationaal park Aniana Vargas                                   |                |                   |      |
| Nationaal park Anacaona                                        |                |                   |      |
| Nationaal park Lago Enriquillo                                 |                |                   |      |
| Nationaal park Juan B. Pérez Rancier (Valle Nuevo)             |                | 657               |      |
| Nationaal park Lagunas Redonda y Limón                         | 1997           | 107,7             |      |
| Nationaal park Bahía de Malmón                                 | 1997           | 22                |      |
| Nationaal park El Choco                                        |                | 77,5              |      |
| Nationaal park Isla Catalina                                   | 1997           | 22                |      |
| Nationaal park Loma Isabel de Torres                           |                | 15                |      |